# Paul Warfield
Paul Dryden Warfield (Warren, Ohio, 28 de noviembre de 1942), más conocido como Paul Warfield, es un exjugador profesional estadounidense de fútbol americano que se desempeñó en la posición de wide receiver en la National Football League (NFL). Es miembro del Salón de la Fama del Fútbol Americano Profesional.

## Carrera
Warfield jugó como profesional seis temporadas en Cleveland Browns (1964-1969), después pasó a Miami Dolphins (1970-1974), luego a Memphis Southmen (1975), y finalmente, regresó a Cleveland Browns, donde jugó dos temporadas (1976-1977), y fue el equipo en el que se retiró.

## Reconocimiento
El 30 de julio de 1983, ingresó como miembro al Salón de la Fama del Fútbol Americano Profesional.